# Alf Lüdtke
Alf Lüdtke (né le 18 octobre 1943 à Dresde et mort le 29 janvier 2019 à Göttingen) est un historien allemand, d’influence marxiste et, avec Hans Medick, fondateur de l'Alltagsgeschichte.
Il devient professeur d'histoire contemporaine à l'université de Hanovre, chargé de recherche à l'Institut Max Planck d’histoire de Gottingen.

## Biographie
Avec Hans Medick, Lüdtke peut être considéré comme le fondateur de l'Alltagsgeschichte, forme de microhistoire particulièrement répandue parmi les historiens allemands au cours des années 1980.
Lüdtke a étudié l'histoire ainsi que la sociologie et la philosophie à Tübingen (1965-1972, MA 1974). En 1980, il a obtenu son doctorat à l'université de Constance. La thèse de Lüdtke, Gemeinwohl, Polizei und Festungspraxis, a analysé les pratiques de violence gouvernementales en Prusse au début du XIXe siècle. Un de ses articles, « Le rôle de la violence d'État dans la période de transition vers le capitalisme industriel : l'exemple de la Prusse de 1815 à 1848 », a été publié dans Histoire sociale en 1979 et décrit l'idée que la violence d'État dans le système féodal était nécessaire pour créer un contrôle sur la classe ouvrière prussienne afin de la préparer aux différentes structures de la société capitaliste. Lüdtke était intéressé par la manière dont la croissance de l'État et la croissance du capitalisme étaient liées.

## Œuvre
Il a effectué de nombreux travaux sur la bureaucratisation, notamment sur la violence d’État et la police prussienne au  et des recherches sur les vécus ouvriers et la politique ouvrière entre 1860 et 1940 (processus de travail industriels, organisation du temps et structure de rémunération, sur l’image du travail et les modes d’alimentation).
Il s’intéresse aux questions portant sur la refondation de concepts théoriques, mais aussi à l’étude de nouvelles formes de représentation à l’intérieur et à l’extérieur de la discipline.